# 반둥 회의
반둥 회의(영어: Bandung Conference) 또는 아시아 아프리카 회의(영어: Asian–African Conference)는 인도의 네루 총리, 인도네시아 대통령 수카르노, 중화인민공화국 총리 저우언라이, 이집트 대통령 나세르가 중심이 되어 개최를 목표로 한 회의의 총칭이다. 1955년에 인도네시아의 반둥에서 제1차 회의가 개최되었는데, 제2차 회의는 개최되지 않았다. 따라서 반둥 회의가 AA 회의를 나타낼 수도 있다.

## 개요

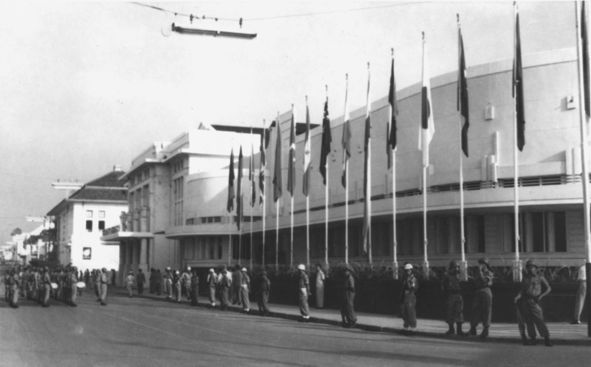
반둥 회의 회담장 (1955년 당시)

참가국

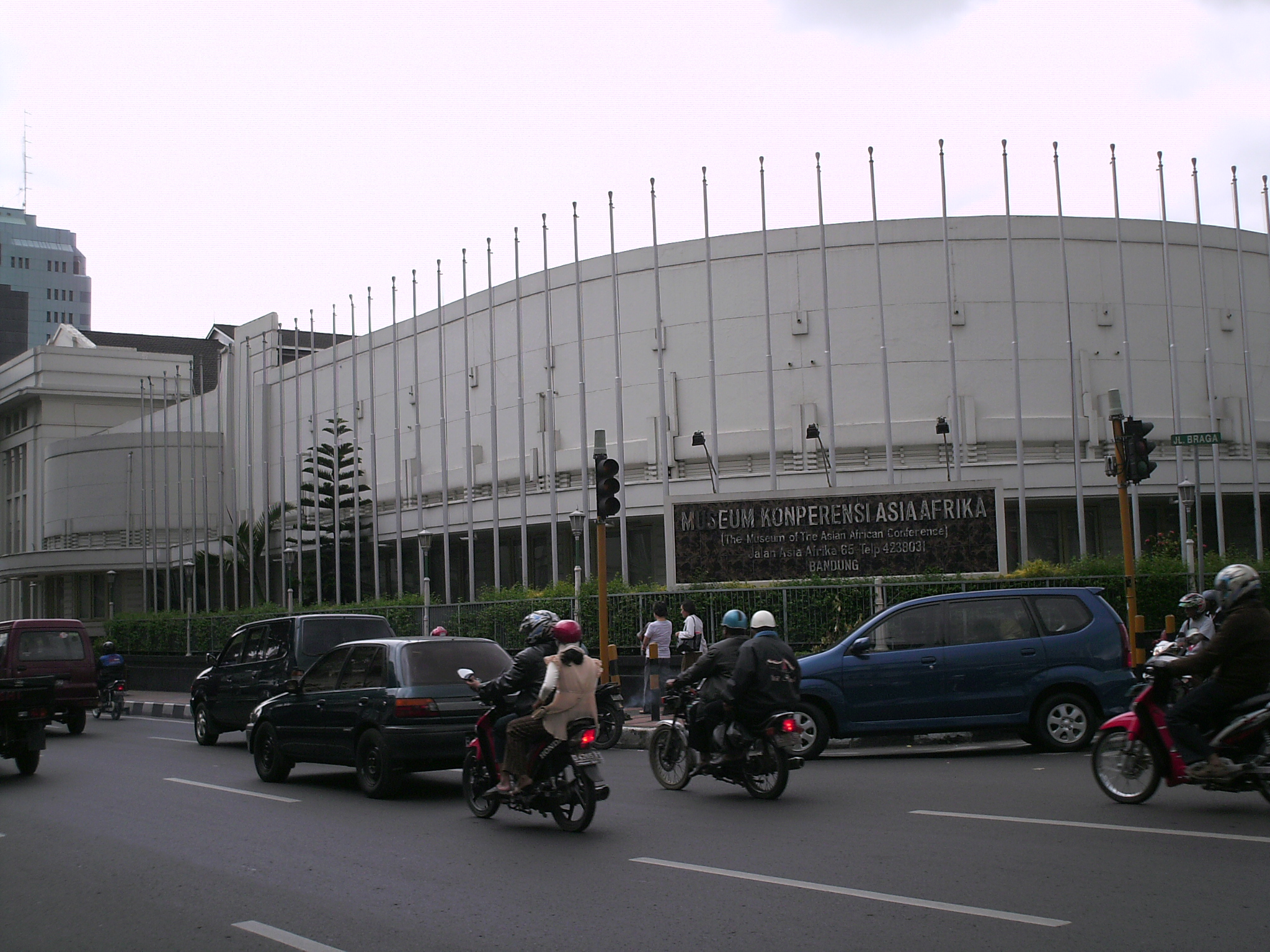
2007년 현재 박물관으로 사용

특히 제1차 회의를 반둥 회의(Bandung Conference) 또는 제1차 아시아 아프리카 회의라고 부른다. 참가국들은 그 대부분이 제2차 세계대전 후 독립한 아시아와 아프리카 29개국이며, 이 회의는 제5 평화 원칙을 확장한 평화 10원칙이 정해졌다.
반둥 회의를 시작으로 지속적으로 개최될 예정이었지만, 중국과 인도 국경분쟁과 나세르의 아랍 연방 형성의 실패 등으로 지도자들 사이의 유대가 깨져서 1964년 예정되어 있었던 제2차 회의와 그 이후는 개최되지 않았다. 하지만 그 정신은 1961년 9월에 개최된 제1차 비동맹국가 정상회의에 연결되었다고 할 수 있다. 이후 2005년에 반둥 회의 50주년 기념 컨퍼런스가 개최되어 향후 정례화가 결정되었다.

## 과정
제2차 세계 대전 후 아시아 국가들이 영국과 프랑스, 미국과 네덜란드 등 유럽의 식민지 지배에서 벗어나려고 하는 가운데, 유럽 국가는 일본에 의해 점령되었던 동남아시아를 다시 식민화를 시도했고, 또한 새로운 미국과 소련의 냉전 구조가 아시아, 아프리카에 파급 때문에 제1차 인도차이나 전쟁과 한국 전쟁이 발발했다.
이런 가운데 네루와 저우언라이는 1954년에 열린 정상 회담에서 평화 5원칙을 발표하고, 1954년 4월 28일 ~ 5월 2일에 스리랑카의 콜롬보에서 개최되었던 콜롬보 회의에서 아시아 아프리카 회의를 개최하는 계획을 세웠다.
콜롬보 회의에는 알리 사스토로아민지(인도네시아 수상), 쉬리 밴디트 쟈와하루라루 네루 (인도 수상), 모하메드 알리지나(파키스탄 총리), 존 코타라와라(스리랑카 총리), 우누(버마 총리) 5명이 참석했다. 이 회의에서 인도네시아 총리가 아시아 아프리카 회의의 필요성을 역설했으며, 다른 4명도 찬성을 하여 1단계로 보고르에서 1954년 12월 28일 ~ 29일 준비 회의를 가졌다. 인도, 동남아시아 5개국이 개최한 콜롬보 회의에서는 인도차이나 전쟁의 조기 중단이 상정되었다. 콜롬보 회의에 참가한 5개국은 "콜롬보 그룹"이라고 부른다. 이 회의의 안건은 다음과 같은 것이었다.
- 아시아 아프리카 간의 협력, 상호 이익, 우호의 추진
- 대표 각국 관계 및 사회 정치 문화 문제의 검토
- 국가의 주권, 민족 문제, 식민주의 등 아시아 아프리카 국가에 특히 중요한 여러 문제의 검토
- 현대의 세계, 특히 아시아 아프리카 국가들의 지위와 세계 평화의 추진을 위해 가능한 공헌 검토

이들 5개국과 이집트, 중국이 중심이 되어, 다음해 1955년 4월 18일 아시아 아프리카 회의 개최를 성사시켰다. 30개국이 초대되어 있었지만, 중부 아프리카의 로디지아는 국내 정세 불안정을 위해 참여할 수 없으며, 29개국이 참가하여 개최되었다. 또한, 중국과 적대 관계에 있던 중화민국과 대한민국, 또한 조선민주주의인민공화국(북한)과 몽골은 초청되지 않았다.

## 의의
1. 반제국주의, 반 식민주의 민족 자결의 정신.
2. 미국(서방), 소련(동방)의 어느 것에도 속하지 않는 제3의 입장을 관철하려고 하는 기본 지향. 이는 소위 제3세계의 존재를 부각하게 되었다.
3. 미국, 소련의 대립을 완화하는 입장(밸런싱 블록)을 만드는 계기가 되었다.
4. 회의에서 "세계 평화와 협력 추진에 관한 선언"을 채택했다.

## 원칙
정식 명칭은 세계 평화와 협력의 추진에 관한 선언은 《반둥 10 원칙》이라고도 불린다.
1. 기본적인 인권과 유엔 헌장의 목적과 원칙을 존중
2. 모든 국가의 주권과 영토 보전을 존중
3. 모든 인류의 평등과 크고 작은 모든 나라의 평등을 승인
4. 타국의 내정에 불간섭
5. 유엔 헌장에 의한 단독 또는 집단적인 국토방위권을 존중
6. 집단적 방위를 강국 특정 이익을 위해 이용하지 않는다. 또한 다른 나라에 압력을 가하지 않는다.
7. 침략이나 침략의 위협이나 무력행사는 타국의 영토 보전이나 정치적 독립을 침범하지 않는다.
8. 국제 분쟁은 평화적 수단에 의해 해결
9. 상호 이익과 협력을 촉진
10. 정의와 국제 의무를 존중

## 회원국
1. 아프가니스탄 왕국
2. 예멘 왕국
3. 이라크 왕국
4. 팔레비 왕조
5. 인도 자치령
6. 인도네시아
7. 영국령 골드코스트
8. 이집트 왕국
9. 에티오피아 제국
10. 캄보디아
11. 사우디아라비아
12. 시리아
13. 수단
14. 실론
15. 태국
16. 중화인민공화국
17. 튀르키예
18. 일본
19. 네팔 왕국
20. 파키스탄 자치령
21. 버마
22. 베트남 민주 공화국
23. 필리핀
24. 베트남 공화국
25. 요르단
26. 라오스 왕국
27. 리비아 왕국
28. 라이베리아
29. 레바논
30. 키프로스

## 60주년 기념 아시아·아프리카 정상회의
2015년 4월 반둥회의 60주년을 기념하여 개발도상국 간 협력 강화를 논의하기 위한 아시아·아프리카 정상회의가 인도네시아 자카르타에서 개최되었다. 아시아, 아프리카 100여 국가, 16개 참관국, 25개 국제기구의 정상과 대표들이 참석했고, 3개의 중요한 결과문건인 반둥 메시지, 아시아-아프리카 신전략파트너십(NAASP) 선언, 팔레스타인 지지 선언을 채택했다.

## 같이 보기
- 비동맹 운동(NAM)